# Ephemerella
Genre
Ephemerella est un genre d'insectes de l'ordre des éphéméroptères et de la famille des éphémérellidés. 
Synonymie
Selon ITIS, le sous-genre Ephemerella (Serratella) Edmunds, 1959 Non valide est synonyme du genre Serratella valide.

## Liste d'espèces
Selon ITIS (12 mai 2010) :
- Ephemerella alleni  Jensen & Edmunds, 1966
- Ephemerella apopsis  McCafferty, 1992
- Ephemerella aurivillii  (Bengtsson, 1908)
- Ephemerella catawba  Traver, 1932
- Ephemerella consimilis  Walsh, 1862
- Ephemerella dorothea  Needham, 1908
- Ephemerella excrucians  Walsh, 1862
- Ephemerella hispida  Allen & Edmunds, 1965
- Ephemerella invaria  (Walker, 1853)
- Ephemerella maculata  Traver, 1934
- Ephemerella molita  McDunnough, 1930
- Ephemerella mucronata  (Bengtsson, 1909)
- Ephemerella needhami  McDunnough, 1925
- Ephemerella nuda  Tshernova, 1949
- Ephemerella subvaria  McDunnough, 1931
- Ephemerella tibialis  McDunnough, 1924
- Ephemerella unicornis  Needham, 1905
- Ephemerella velmae  Allen & Edmunds, 1963
- Ephemerella verruca  Allen & Edmunds, 1965

## Liste d'espèces en Europe
- Ephemerella aroni
- Ephemerella ignita - syn. valide selon Fauna Europaea Serratella ignita
- Ephemerella mucronata
- Ephemerella notata